# Iunie 2016
Acest articol este generat integral pe baza informațiilor din articolul 2016 și este actualizat periodic de un robot.
 Editările făcute în articol vor fi șterse la următoarea actualizare! Dacă doriți să faceți modificări, editați articolul-sursă.

ianuarie -
februarie -
martie -
aprilie -
mai -
iunie -
iulie -
august -
septembrie -
octombrie -
noiembrie -
decembrie
Iunie 2016 a fost a șasea lună a anului și a început într-o zi de miercuri.

## Evenimente

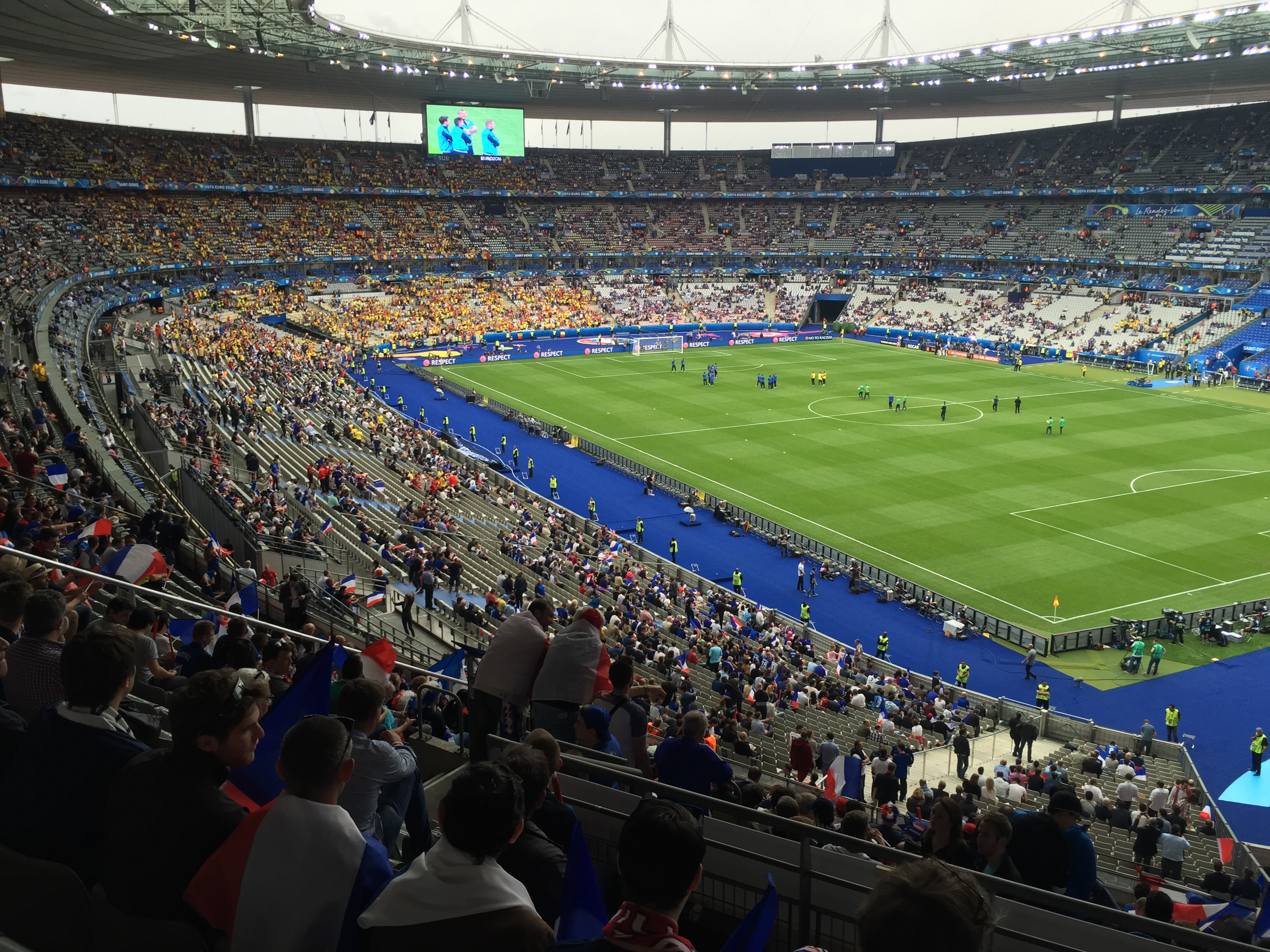
10 iunie: Deschiderea Campionatul European de Fotbal de la Paris cu meciul dintre Franța și România.

- 1 iunie: A fost deschis Tunelul de bază Gotthard, cel mai lung tunel de cale ferată din lume (57,09 km), prin Alpii Elvețieni.
- 2 iunie: Un elicopter medical românesc SMURD s-a prăbușit în localitatea Haragâș din Republica Moldova. Cele patru persoane aflate la bord (pilot, copilot, medic și asistent) au decedat.
- 2 iunie: Bundestagul german a votat o rezoluție ce recunoaște genocidul armean din 1915, provocând o reacție furioasă a Turciei.[1]
- 5 iunie: Alegeri locale în România: PSD 37,58%, PNL 31,93%, ALDE 6,31%, UDMR 5,33%. Prezența la vot a fost de 48,17%. Candidata PSD, Gabriela Firea, este aleasă primar general al Bucureștiului de 42,97% din voturile exprimate devenind prima femeie care ocupă această funcție. Pe locurile următoare s-au situat Nicușor Dan (USB) 30,52%, Cătălin Predoiu (PNL) 11,18% și Robert Turcescu (PMP) 6,46%.
- 6 iunie: Uniunea Internațională de Chimie Pură și Aplicată a propus numele finale pentru cele patru noi elemente chimice: nihonium (Nh), moscovium (Mc),  tennessine (Ts) și oganesson (Og). Nihonium este derivat din "Nippon", cuvântul japonez pentru Japonia, moscovium onorează capitala rusească, Moscova, tennessine este numit după statul Tennessee, cunoscut pentru cercetarea sa de pionierat în domeniul chimiei, iar oganesson a fost numit în cinstea fizicianului rus Iuri Țolacovici Oganesian.
- 7 iunie: 11 morți și 36 răniți, într-un atentat în centrul orașului Istanbul, după un atac cu mașină-capcană.
- 10 iunie: Deschiderea Campionatului European de Fotbal de la Paris cu meciul dintre Franța și România.
- 12 iunie: Atac armat într-un club gay din orașul american Orlando, statul Florida soldat cu 49 de morți și aproximativ 53 de răniți.[2][3]
- 16 iunie: Deputata pro-UE a Partidului Laburist Jo Cox a murit după ce a fost împușcată și înjunghiată, în timp ce se pregătită să organizeze o întâlnire cu alegătorii din Birstall, West Yorkshire, Regatul Unit al Marii Britanii.[4] Presupusul ucigaș era un simpatizant neonazist.
- 23 iunie: Are loc Referendumul asupra menținerii Regatului Unit în Uniunea Europeană.
- 24 iunie: Marea Britanie va ieși din UE, după ce 51,9% dintre cetățenii britanici au votat pentru ieșirea țării din Blocul Comunitar. Prezența la vot a fost de 72%. Prim-ministrul David Cameron, care a promis un referendum cu trei ani în urmă, a anunțat că va demisiona până în octombrie.[5][6]
- 28 iunie: Atac terotist la aeroportul Atatürk din Istanbul. Autoritățile turce afirmă că 36 de persoane au fost ucise și 147 rănite. A doua zi, noul bilanț al atentatului a ajuns la 41 de morți și 239 de răniți.[7][8]

## Decese
- 1 iunie: Grigore Obreja, 48 ani, sportiv român (canoe), (n. 1967)
- 2 iunie: Corry Brokken, 83 ani, cântăreață neerlandeză (n. 1932)
- 2 iunie: Lia Rodica Cott, 77 ani, grafician român (n. 1938)
- 3 iunie: Muhammad Ali (n. Cassius Marcellus Clay jr.), 74 ani, pugilist american (n. 1942)
- 3 iunie: Sreten Asanović, 85 ani, autor din Muntenegru (n. 1931)
- 5 iunie: Lucian Gheorghiu, 61 ani, jurnalist român (n. 1955)
- 5 iunie: Eugen Zgardan, 86 ani, medic veterinar moldovean (n. 1929)
- 6 iunie: Mihai Dragolea, 61 ani, scriitor român (n. 1955)
- 8 iunie: Gheorghe Buluță, 69 ani, bibliolog român (n. 1947)
- 8 iunie: Henri Zalis, 84 ani, critic literar, istoric literar, prozator și memorialist român (n. 1932)
- 10 iunie: Nicolae Păsărică, 60 ani, sportiv român (oină), (n. 1955)
- 11 iunie: Sigismund Gram, 82 ani, fotbalist român (portar), (n. 1933)
- 11 iunie: Eugenia Greceanu, 88 ani, arhitectă română (n. 1928)
- 11 iunie: Christina Grimmie (Victoria Christina Grimmie), 22 ani, cântăreață și pianistă americană (n. 1994)
- 13 iunie: Viorel Mihai Ciobanu, 66 ani, jurist și profesor universitar român (n. 1950)
- 13 iunie: Oleg Karavaichuk, 88 ani, pianist și compozitor rus (n. 1927)
- 13 iunie: Ioan-Liviu Negruț, 78 ani, deputat român (1990-1992), (n. 1937)
- 13 iunie: Viorel-Mihai Ciobanu, jurist și profesor universitar român (n. 1950)
- 13 iunie: Oleg Karavaiciuk, compozitor rus (n. 1927)
- 14 iunie: Anatol Dumitraș, 60 ani, cântăreț din R. Moldova (n. 1955)
- 14 iunie: Ann Morgan Guilbert, 87 ani, actriță și comică americană de televiziune și film (n. 1928)
- 14 iunie: Henry McCullough, 72 ani, chitarist, vocalist și textier irlandez (n. 1943)
- 17 iunie: Wang Sichao, 78 ani, astronom și om de știință chinez (n. 1939)
- 18 iunie: Mircea Chiorean, 83 ani, medic și profesor universitar român, co-fondator SMURD (n. 1933)
- 18 iunie: Nae Cosmescu, 75 ani, regizor român de film, teatru și TV (n. 1940)
- 18 iunie: Vittorio Merloni, 83 ani, antreprenor și industriaș italian (n. 1933)
- 19 iunie: Mihnea Berindei, 68 ani, istoric francez de origine română (n. 1948)
- 19 iunie: Nicolae Bocșan, 68 ani, istoric român (n. 1947)
- 19 iunie: Götz George, 77 ani, actor de film și teatru, german (n. 1938)
- 19 iunie: Victor Atanasie Stănculescu, 88 ani, general și politician român (n. 1928)
- 19 iunie: Anton Yelchin, 27 ani, actor american de film și TV, născut în Rusia (n. 1989)
- 21 iunie: Mihail Lupașcu, 87 ani, botanist din R. Moldova (n. 1928)
- 22 iunie: Andrzej Kondratiuk, 79 ani, regizor de film, scenarist, actor, operator de imagine și cineast polonez (n. 1936)
- 24 iunie: Bernie Worrell, 72 ani, instrumentist și compozitor american (n. 1944)
- 25 iunie: Nicole Courcel, 84 ani, actriță franceză (n. 1931)
- 27 iunie: Bud Spencer (n. Carlo Pedersoli), 86 ani, actor și înotător olimpic italian (n. 1929)
- 27 iunie: Alvin Toffler, 87 ani, scriitor și futurolog american de etnie evreiască (n. 1928)
- 29 iunie: Mircea Vâlcu, 85 ani, senator român (1992-1996), (n. 1930)